# 스위치풋
스위치풋(Switchfoot)은 미국 캘리포니아주 샌디에이고 출신 록 밴드이다.
2002년 영화 《워크 투 리멤버》에 이들의 곡이 사용되면서 인기를 얻기 시작하였다. 이후 메이저 음반사와 계약을 맺고 2003년 발매한 《The Beautiful Letdown》은 260만 장 이상의 판매고를 올렸다. 이후 그들은 유명세를 타고 스파이더맨2의 OST에 참여하는 등 오버 그라운드로 진출하게 된다.
팀의 이름 스위치풋은 서핑용어로 발을 바꾸어서 반대쪽을 향하는 것을 일컫는다. 원년 멤버 - 포먼 형제와 채드 버틀러 - 들은 실제 서퍼 출신이다.

## 구성원
- 존 포먼 : 리드 보컬, 기타. 대부분의 곡을 작사, 작곡하는 팀의 리더
- 팀 포먼: 존의 동생. 베이스 기타. 보컬
- 채드 버틀러: 네덜란드 출신. 드럼. 포먼 형제와 함께 밴드를 시작
- 제롬 폰타밀라스: The 2003년 Beautiful Letdown 앨범부터. 키보드, 기타. 보컬. 타악기.
- 드류 셜리: 2005년 Nothing is Sound 앨범부터. 기타. 보컬.

제롬과 드류는 공식적으로 합류한 앨범이 발표되는 시점전의 공연 투어부터 같이 활동했었다.

## 음반 목록
- 《The Legend of Chin》(1997년)
- 《New Way to Be Human》(1999년)
- 《Learning to Breathe》(2000년)
- 《The Beautiful Letdown》(2003년)
- 《Nothing Is Sound》(2005년)
- 《Oh! Gravity.》(2006년)
- 《Hello Hurricane》(2009년)
- 《Vice Verses》(2011년)
- 《Fading West》(2013년)